# Дубовязовский хлебозавод
Дубовязовский хлебозавод (укр. Дубов’язівський хлібозавод) — предприятие пищевой промышленности в посёлке городского типа Дубовязовка Конотопского района Сумской области Украины.

## История
Предприятие было построено и введено в эксплуатацию после окончания Великой Отечественной войны под наименованием Дубовязовский хлебозавод и обеспечивало хлебом и хлебобулочными изделиями не только посёлок, но и сёла района. Позднее хлебозавод был реконструирован и преобразован в Дубовязовский хлебный комбинат.
В целом, в советское время хлебокомбинат входил в число крупнейших предприятий посёлка.
После провозглашения независимости Украины комбинат перешёл в ведение государственного комитета пищевой промышленности Украины. В дальнейшем, государственное предприятие было преобразовано в коллективное предприятие.
16 октября 2003 года хозяйственный суд Сумской области признал Дубовязовский хлебокомбинат банкротом. После этого хлебокомбинат был реорганизован в частное предприятие "Дубовязовский хлебозавод" и возобновил работу.

## Современное состояние
Дубовязовский хлебозавод является одним из крупнейших действующих предприятий Дубовязовки и Конотопского района, он входит в число основных производителей хлебобулочных изделий Сумской области.